# 潘津镇
潘津镇，是中华人民共和国新疆维吾尔自治区伊犁哈萨克自治州伊宁市下辖的一个乡镇级行政单位。
2016年1月9日，新疆维吾尔自治区人民政府批复同意撤销潘津乡建制，设立潘津镇。

## 行政区划
潘津镇下辖以下地区：
潘津村、中潘津村、下潘津村、英买里村、皮里其村、英阿瓦提村、苏拉宫村和皮里青煤矿区社区。